# Mapiripán
Mapiripán é um município da Colômbia, localizado no departamento de Meta. Em 2018 tinha 7.007 habitantes.